# Janet Peoples
Janet Peoples es una guionista estadounidense de cine y televisión.

## Biografía
Peoples es reconocida principalmente por ser la coautora del guion de la película Doce monos (1995) y de más de cuarenta episodios de la serie de televisión del mismo nombre (2015-2018). Junto con su esposo David Peoples ha escrito variedad de guiones para películas, especialmente de ciencia ficción y fantasía. El documental de 1980 The Day After Trinity, escrito por ambos, logró una nominación a los Premios Óscar.

## Filmografía destacada

### Como guionista
- 2022 - Mandrake the Magician (Largometraje)[6]
- 2015 - 2018 - 12 Monos (Serie de televisión)
- 1995 - Doce monos (Largometraje)
- 1981 - The Day After Trinity (Documental)
- 1977 - Who Are the DeBolts? and Where Did They Get Nineteen Kids? (Documental)